# Rubber Soul
Rubber Soul  je šesté studiové album britské rockové skupiny The Beatles. Album vyšlo v prosinci 1965 a produkoval jej George Martin. Rubber Soul bylo nahráno během čtyř týdnů, aby vyšlo na Vánoce. Byl to jeden z největších uměleckých úspěchů kapely, jak u kritiky, tak komerční. V roce 2003 získalo páté místo v seznamu 500 největších alb všech časů časopisu Rolling Stone.
Zpracováno bylo ve stylu ovlivněném folk rockem tehdy hraným hlavně skupinou The Byrds a Bobem Dylanem.
Album Rubber Soul je všeobecně považováno za komerčně i vzhledem na reakce kritiky za nejvýznamnější projekt, který zároveň ovlivnil další hudební směr skupiny The Beatles. Je brané za jedno z nejlepších alb historie popmusic. Roku 1998 ho čtenáři časopisu Q označili za 40. nejlepší album všech dob, v roce 2000 se ve stejném časopise dostalo na dvacáté první místo stovky nejlepších britských alb. Na hudební stanici VH1 bylo roku 2001 na šestém místě. Roku 2006 ho i časopis Time označil jako jedno ze sta nejlepších alb všech dob.

## Seznam skladeb
Autory všech písní jsou John Lennon a Paul McCartney, pokud není uvedeno jinak.

### UK vydání

#### Strana 1
1. "Drive My Car" – 2:30 (zpěv Lennon, McCartney)
2. "Norwegian Wood (This Bird Has Flown)" – 2:05 (zpěv Lennon)
3. "You Won't See Me" – 3:22 (zpěv McCartney)
4. "Nowhere Man" – 2:44 (zpěv Lennon)
5. "Think for Yourself" (Harrison) – 2:19 (zpěv Harrison)
6. "The Word" – 2:43 (zpěv Lennon, McCartney, Harrison)
7. "Michelle" – 2:42 (zpěv McCartney)

#### Strana 2
1. "What Goes On" (Lennon, McCartney, Starr) – 2:50 (zpěv Starr)
2. "Girl" – 2:33 (zpěv Lennon)
3. "I'm Looking Through You" – 2:27 (zpěv McCartney)
4. "In My Life" – 2:27 (zpěv Lennon)
5. "Wait" – 2:16 (zpěv Lennon, McCartney)
6. "If I Needed Someone" (Harrison) – 2:23 (zpěv Harrison)
7. "Run for Your Life" – 2:18 (zpěv Lennon)

### US vydání

#### Strana 1
1. "I've Just Seen A Face" - 2:07 (zpěv McCartney)
2. "Norwegian Wood (This Bird Has Flown)" – 2:00
3. "You Won't See Me" – 3:19
4. "Think for Yourself" (Harrison) – 2:16
5. "The Word" – 2:42
6. "Michelle" – 2:42

#### Strana 2
1. "It's Only Love" – 1:53
2. "Girl" – 2:34
3. "I'm Looking Through You" – 2:20
4. "In My Life" – 2:23
5. "Wait" – 2:17
6. "Run for Your Life" – 2:21

## Sestava
- John Lennon – Zpěv, kytara, elektrické piano ("Think For Yourself")
- Paul McCartney – Zpěv, baskytara, piano, kytara
- George Harrison – Zpěv, kytara, sitár ("Norwegian Wood")
- Ringo Starr – Bicí, zpěv ("What Goes On"), Hammondovy varhany ("I'm Looking Through You")
- George Martin – produkce, piano ("In My Life"), harmonium ("The Word")
- Mal Evans – Hammondovy varhany